# Franz Anton Maichelbeck
Franz Anton Maichelbeck   (illa monàstica de Reichenau, 6 de juliol de 1702 - Friburg de Brisgòvia, 14 de juny de 1750) fou un organista i compositor alemany.
Per la proximitat de dades i lloc de naixença podria ser germà del també compositor Joseph Maichelbeck (1708-1769).

## Biografia
Nascut a l'illa de Reichenau, Maichelbeck va créixer allà amb dotze germans i va assistir al "Heinrich-Suso-Gymnasium Konstanz". Va estudiar teologia a Friburg des de 1721 i va ser enviat a Roma el 27 de setembre de 1725 per estudiar música d'església. En 1727/28 va ser nomenat organista de la catedral i el mestre de capella a la catedral de Friburg. Més tard va ser nomenat pel príncep bisbe Johann Franz Schenk von Stauffenberg com a mestre de capella de la cort a Augsburg.
Anton va morir a Friburg de Brisgòvia als 47 anys.

## Publicacions i obres
- 1738: Caecilia, que ensenya el piano i dona bones instruccions[3]
- 1724: Rèquiem per a l'emperador Carles VI. i Missa en honor de Santa Escolàstica